# Euglenales
Euglenales es un orden de protistas flagelados, comúnmente presentes en agua dulce, en especial cuando esta es rica en materia orgánica. Se incluyen en Euglenophyceae, un grupo de protistas fotosintéticos, junto con el orden Eutreptiales. Presentan un solo flagelo emergente, pues el segundo es muy corto y no sobresale del bolsillo apical, o bien los dos flagelos son no emergentes. Suelen vivir en hábitats dulceícolas y además de especies fotosintéticas incluye también otras que secudariamente han perdido los cloroplastos.

## Clasificación
Dentro de los euglenales se distinguen dos familias:
- Euglenaceae. Las células son solitarias o coloniales, con un solo flagelo emergente. Presenta uno o varios cloroplastos de gran tamaño y de diversas formas, con o sin pirenoide.

- Phacaceae. Las células son solitarias y con un solo flagelo emergente. Presenta numerosos cloroplastos pequeños de forma discoidal y sin pirenoide.

## Galería

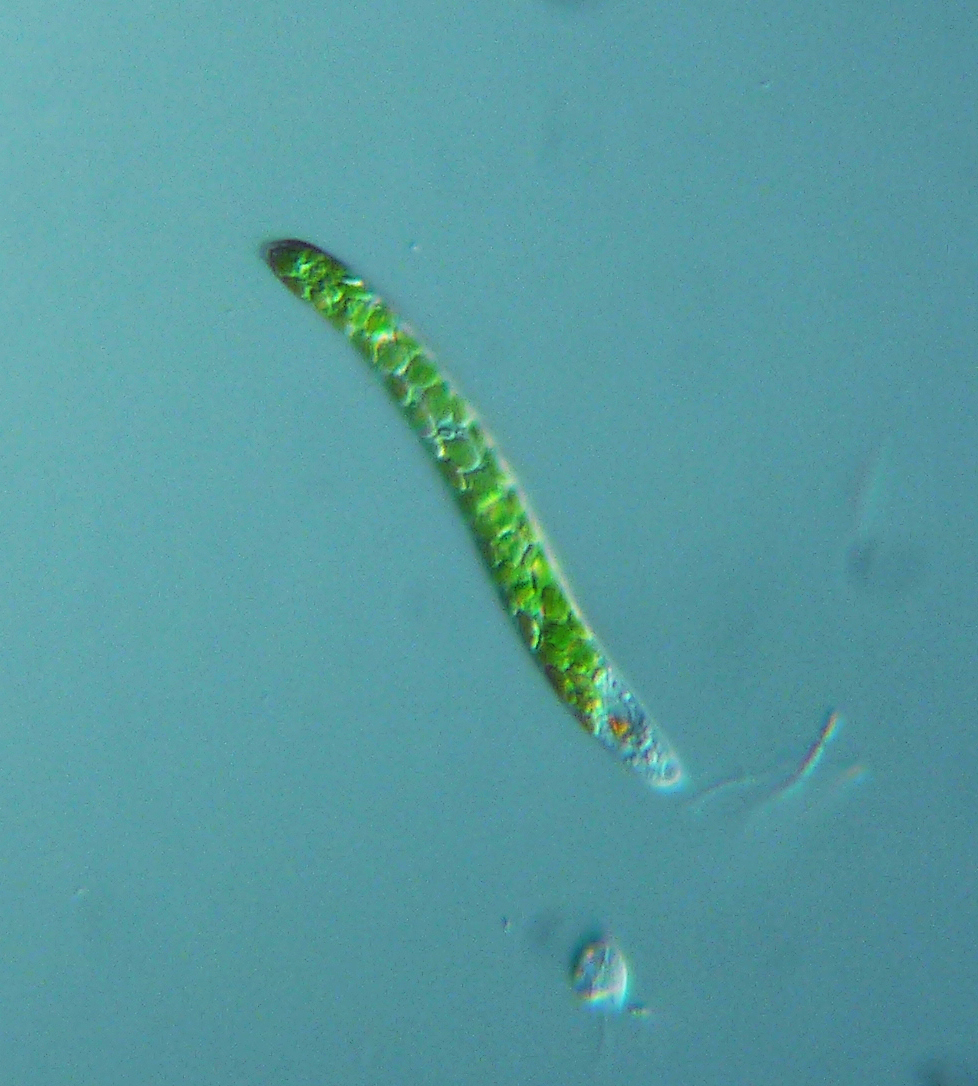
Euglena mutabilis (Euglenaceae)
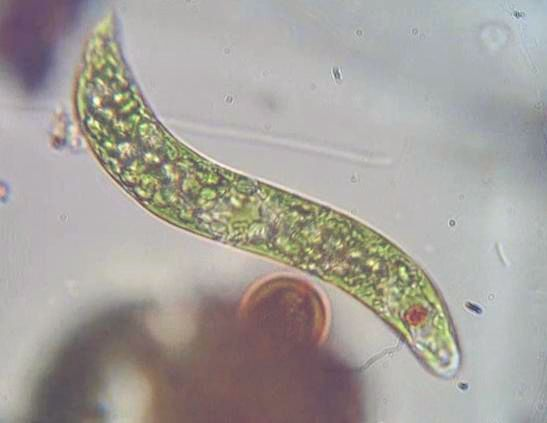
Euglena viridis (Euglenaceae)
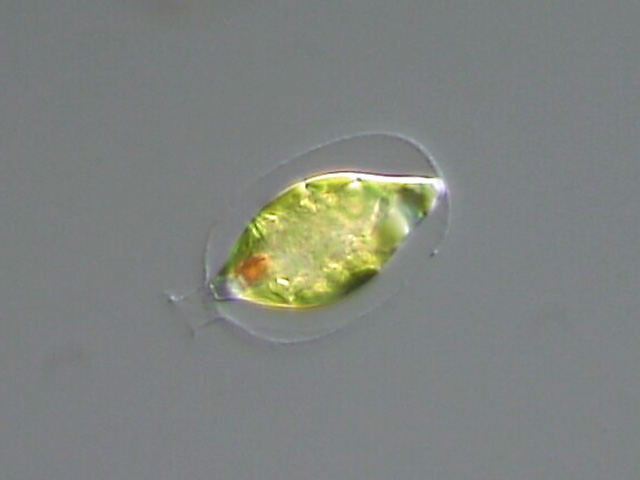
Trachelomonas (Euglenaceae)
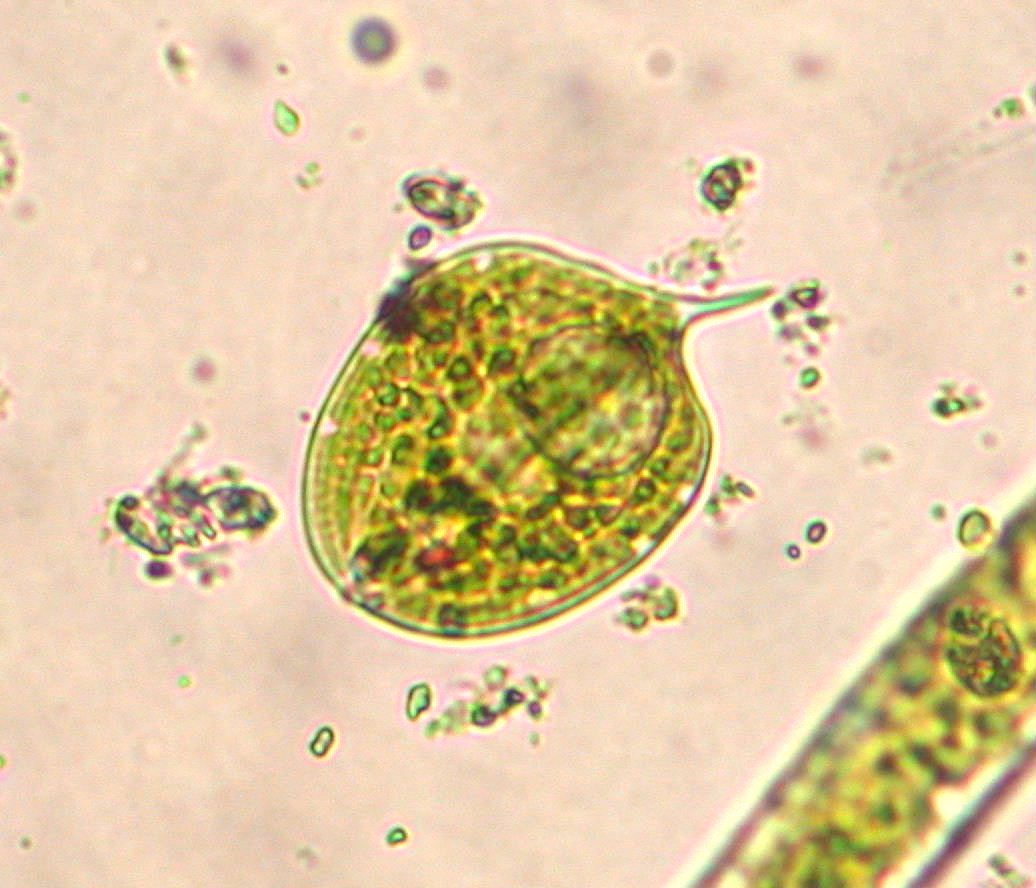
Phacus (Phacaceae)
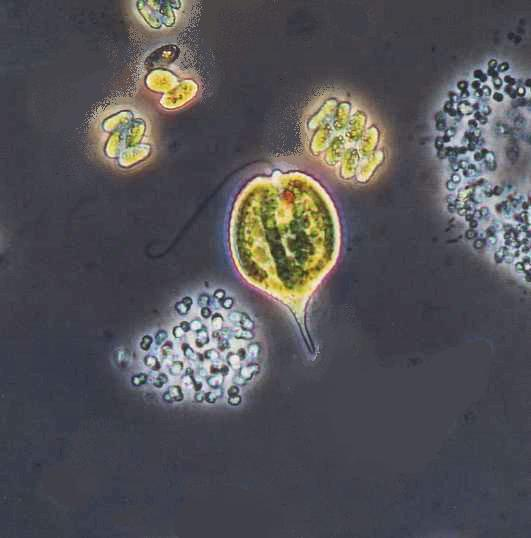
Phacus (Phacaceae)